# MACHO-98-BLG-35
MACHO-98-BLG-35, var en gravitationell mikrolinsningshändelse som inträffade i juli 1998 i stjärnbilden Skytten. Den röda dvärgstjärnan som orsakar linsen kan ha en exoplanet, enligt en studie.

## Planetsystem
| Planet | Massa | Halv storaxel (AE) | Siderisk omloppstid (d) | Excentricitet | Inklination | Radie |
| ------ | ----- | ------------------ | ----------------------- | ------------- | ----------- | ----- |
| b      | 1 MJ  | 1                  | -                       | -             | -           | -     |